# NGC 1433
NGC 1433 is een balkspiraalstelsel in het sterrenbeeld Slingeruurwerk. Het hemelobject werd op 28 september 1826 ontdekt door de Schotse astronoom James Dunlop.

## Synoniemen
- GC 767
- IRAS 03404-4722
- ESO 249-14
- h 2580
- PGC 13586
- Dun 426
- AM 0340-472